# Сан Систо деј Валдези (Козенца)
Сан Систо деј Валдези је насеље у Италији у округу Козенца, региону Калабрија.
Према процени из 2011. у насељу је живело 310 становника. Насеље се налази на надморској висини од 415 м.